# Dillon (Montana)
Dillon város az USA Montana államában, Beaverhead megyében, melynek megyeszékhelye is. Lakosainak száma 3880 fő (2020. április 1.).

## Népesség
A település népességének változása:

| 2010 | 4 134 |
| 2020 | 3 880 |